# Tour of Britain 2018
Il Tour of Britain 2018, quindicesima edizione della corsa, valevole come evento dell'UCI Europe Tour 2018 categoria 2.HC, si svolse in otto tappe dal 2 al 9 settembre 2018 su un percorso di 1 135,3 km, con partenza da Pembrey Country Park e arrivo a Londra, nel Regno Unito. La vittoria fu appannaggio del francese Julian Alaphilippe, che completò il percorso in 26h25'58" precedendo l'olandese Wout Poels e lo sloveno Primož Roglič.
Al traguardo di Londra 106 ciclisti, sui 119 partiti da Pembrey Country Park, portarono a termine la competizione.

## Tappe
| Tappa  | Data        | Percorso                                        | km      | Vincitore di tappa  | Leader cl. generale |
| ------ | ----------- | ----------------------------------------------- | ------- | ------------------- | ------------------- |
| 1ª     | 2 settembre | Pembrey Country Park > Newport                  | 174,8   | André Greipel       | André Greipel       |
| 2ª     | 3 settembre | Cranbrook > Barnstaple                          | 174,9   | Cameron Meyer       | Alessandro Tonelli  |
| 3ª     | 4 settembre | Bristol > Bristol                               | 127,2   | Julian Alaphilippe  | Patrick Bevin       |
| 4ª     | 5 settembre | Nuneaton > Royal Leamington Spa                 | 183,5   | André Greipel       | Patrick Bevin       |
| 5ª     | 6 settembre | Cockermouth > Whinlatter Pass (cron. a squadre) | 14      | Team Lotto NL-Jumbo | Primož Roglič       |
| 6ª     | 7 settembre | Barrow-in-Furness > Whinlatter Pass             | 168,3   | Wout Poels          | Julian Alaphilippe  |
| 7ª     | 8 settembre | West Bridgford > Mansfield                      | 215,6   | Ian Stannard        | Julian Alaphilippe  |
| 8ª     | 9 settembre | Londra > Londra                                 | 77      | Caleb Ewan          | Julian Alaphilippe  |
| Totale | Totale      | Totale                                          | 1 135,3 |                     |                     |

## Squadre e corridori partecipanti
| N.    | Cod. | Squadra             |
| ----- | ---- | ------------------- |
| 1-6   | TLJ  | Team Lotto NL-Jumbo |
| 11-16 | DDD  | Team Dimension Data |
| 21-26 | BMC  | BMC Racing Team     |
| 31-36 | LTS  | Lotto Soudal        |
| 41-46 | WGN  | Team Wiggins        |
| 51-56 | JLT  | JLT Condor          |
| 61-66 | MTS  | Mitchelton-Scott    |
| 71-76 | BRD  | Bardiani CSF        |
| 81-86 | ONE  | ONE Pro Cycling     |
| 91-96 | MOV  | Movistar Team       |

| N.      | Cod. | Squadra                        |
| ------- | ---- | ------------------------------ |
| 101-106 | TDE  | Direct Énergie                 |
| 111-116 | MGT  | Madison Genesis                |
| 121-126 | EFD  | Team EF Education First-Drapac |
| 131-136 | WGG  | Wanty-Groupe Gobert            |
| 141-146 | BCC  | Canyon Eisberg                 |
| 151-156 | TKA  | Team Katusha Alpecin           |
| 161-166 | GBR  | Gran Bretagna                  |
| 171-176 | SKY  | Team Sky                       |
| 181-186 | SUN  | Team Sunweb                    |
| 191-196 | QST  | Quick-Step Floors              |

## Dettagli delle tappe

### 1ª tappa
- 2 settembre: Pembrey Country Park > Newport – 174,8 km

Risultati
| Pos. | Corridore        | Squadra    | Tempo    |
| ---- | ---------------- | ---------- | -------- |
| 1    | André Greipel    | Lotto      | 4h00'54" |
| 2    | Caleb Ewan       | Mitchelton | s.t.     |
| 3    | Fernando Gaviria | Quick-Step | s.t.     |

| Pos. | Corridore        | Squadra    | Tempo    |
| ---- | ---------------- | ---------- | -------- |
| 1    | André Greipel    | Lotto      | 4h00'44" |
| 2    | Caleb Ewan       | Mitchelton | a 4"     |
| 3    | Fernando Gaviria | Quick-Step | a 6"     |

### 2ª tappa
- 3 settembre: Cranbrook > Barnstaple – 174,9 km

Risultati
| Pos. | Corridore          | Squadra    | Tempo    |
| ---- | ------------------ | ---------- | -------- |
| 1    | Cameron Meyer      | Mitchelton | 4h14'46" |
| 2    | Alessandro Tonelli | Bardiani   | a 1"     |
| 3    | Patrick Bevin      | BMC        | a 2"     |

| Pos. | Corridore          | Squadra    | Tempo    |
| ---- | ------------------ | ---------- | -------- |
| 1    | Alessandro Tonelli | Bardiani   | 8h15'30" |
| 2    | Cameron Meyer      | Mitchelton | s.t.     |
| 3    | Patrick Bevin      | BMC        | a 8"     |

### 3ª tappa
- 4 settembre: Bristol > Bristol – 127,2 km

Risultati
| Pos. | Corridore          | Squadra    | Tempo    |
| ---- | ------------------ | ---------- | -------- |
| 1    | Julian Alaphilippe | Quick-Step | 2h47'41" |
| 2    | Patrick Bevin      | BMC        | s.t.     |
| 3    | Emīls Liepiņš      | ONE        | s.t.     |

| Pos. | Corridore          | Squadra    | Tempo     |
| ---- | ------------------ | ---------- | --------- |
| 1    | Patrick Bevin      | BMC        | 11h03'11" |
| 2    | Cameron Meyer      | Mitchelton | s.t.      |
| 3    | Julian Alaphilippe | Quick-Step | a 2"      |

### 4ª tappa
- 5 settembre: Nuneaton > Royal Leamington Spa – 183,5 km

Risultati
| Pos. | Corridore     | Squadra     | Tempo    |
| ---- | ------------- | ----------- | -------- |
| 1    | André Greipel | Lotto       | 4h22'04" |
| 2    | Sacha Modolo  | Educ. First | s.t.     |
| 3    | Patrick Bevin | BMC         | s.t.     |

| Pos. | Corridore          | Squadra    | Tempo     |
| ---- | ------------------ | ---------- | --------- |
| 1    | Patrick Bevin      | BMC        | 15h25'11" |
| 2    | Cameron Meyer      | Mitchelton | a 4"      |
| 3    | Julian Alaphilippe | Quick-Step | a 6"      |

### 5ª tappa
- 6 settembre: Cockermouth > Whinlatter Pass – Cronometro a squadre – 14 km

Risultati
| Pos. | Squadra              | Tempo  |
| ---- | -------------------- | ------ |
| 1    | Team Lotto NL-Jumbo  | 19'37" |
| 2    | Quick-Step Floors    | a 16"  |
| 3    | Team Katusha Alpecin | a 20"  |

| Pos. | Corridore          | Squadra    | Tempo     |
| ---- | ------------------ | ---------- | --------- |
| 1    | Primož Roglič      | Lotto NL   | 15h45'04" |
| 2    | Julian Alaphilippe | Quick-Step | a 6"      |
| 3    | Bob Jungels        | Quick-Step | a 16"     |

### 6ª tappa
- 7 settembre: Barrow-in-Furness > Whinlatter Pass – 168,3 km

Risultati
| Pos. | Corridore          | Squadra     | Tempo    |
| ---- | ------------------ | ----------- | -------- |
| 1    | Wout Poels         | Sky         | 4h01'51" |
| 2    | Julian Alaphilippe | Quick Step  | a 2"     |
| 3    | Hugh Carthy        | Educ. First | a 12"    |

| Pos. | Corridore          | Squadra    | Tempo     |
| ---- | ------------------ | ---------- | --------- |
| 1    | Julian Alaphilippe | Quick Step | 19h46'54" |
| 2    | Wout Poels         | Sky        | a 17"     |
| 3    | Primož Roglič      | Lotto NL   | a 33"     |

### 7ª tappa
- 8 settembre: West Bridgford > Mansfield – 215,6 km

Risultati
| Pos. | Corridore        | Squadra  | Tempo    |
| ---- | ---------------- | -------- | -------- |
| 1    | Ian Stannard     | Sky      | 4h56'27" |
| 2    | Nils Politt      | Katusha  | a 59"    |
| 3    | Giovanni Carboni | Bardiani | a 3'09"  |

| Pos. | Corridore          | Squadra    | Tempo     |
| ---- | ------------------ | ---------- | --------- |
| 1    | Julian Alaphilippe | Quick Step | 24h47'25" |
| 2    | Wout Poels         | Sky        | a 17"     |
| 3    | Primož Roglič      | Lotto NL   | a 33"     |

### 8ª tappa
- 9 settembre: Londra > Londra – 77 km

Risultati
| Pos. | Corridore        | Squadra    | Tempo    |
| ---- | ---------------- | ---------- | -------- |
| 1    | Caleb Ewan       | Mitchelton | 1h38'33" |
| 2    | Fernando Gaviria | Quick-Step | s.t.     |
| 3    | André Greipel    | Lotto      | s.t.     |

| Pos. | Corridore          | Squadra    | Tempo     |
| ---- | ------------------ | ---------- | --------- |
| 1    | Julian Alaphilippe | Quick Step | 26h25'58" |
| 2    | Wout Poels         | Sky        | a 17"     |
| 3    | Primož Roglič      | Lotto NL   | a 33"     |

## Evoluzione delle classifiche
| Tappa              | Vincitore           | Classifica generale Maglia verde | Classifica a punti Maglia blu | Classifica scalatori Maglia nera | Classifica sprint intermedi Maglia rossa | Classifica a squadre | Premio combattività Numero rosso |
| ------------------ | ------------------- | -------------------------------- | ----------------------------- | -------------------------------- | ---------------------------------------- | -------------------- | -------------------------------- |
| 1ª                 | André Greipel       | André Greipel                    | André Greipel                 | Nickolas Dlamini                 | Matthew Bostock                          | Gran Bretagna        | Matthew Bostock                  |
| 2ª                 | Cameron Meyer       | Alessandro Tonelli               | Cameron Meyer                 | Scott Davies                     | Matthew Teggart                          | Quick-Step Floors    | Scott Davies                     |
| 3ª                 | Julian Alaphilippe  | Patrick Bevin                    | Julian Alaphilippe            | Scott Davies                     | Matthew Teggart                          | Movistar Team        | Tony Martin                      |
| 4ª                 | André Greipel       | Patrick Bevin                    | Patrick Bevin                 | Nickolas Dlamini                 | Matthew Holmes                           | Movistar Team        | Hayden McCormick                 |
| 5ª                 | Team Lotto NL-Jumbo | Primož Roglič                    | Patrick Bevin                 | Nickolas Dlamini                 | Matthew Holmes                           | Team Lotto NL-Jumbo  | Hayden McCormick                 |
| 6ª                 | Wout Poels          | Julian Alaphilippe               | Patrick Bevin                 | Nickolas Dlamini                 | Matthew Holmes                           | Team Lotto NL-Jumbo  | James Shaw                       |
| 7ª                 | Ian Stannard        | Julian Alaphilippe               | Patrick Bevin                 | Nickolas Dlamini                 | Alex Paton                               | Team Lotto NL-Jumbo  | Ian Stannard                     |
| 8ª                 | Caleb Ewan          | Julian Alaphilippe               | Patrick Bevin                 | Nickolas Dlamini                 | Alex Paton                               | Team Lotto NL-Jumbo  | Vasil' Kiryenka                  |
| Classifiche finali | Classifiche finali  | Julian Alaphilippe               | Patrick Bevin                 | Nickolas Dlamini                 | Alex Paton                               | Team Lotto NL-Jumbo  | Matthew Holmes                   |

## Classifiche finali

### Classifica generale - Maglia verde
| Pos. | Corridore          | Squadra    | Tempo     |
| ---- | ------------------ | ---------- | --------- |
| 1    | Julian Alaphilippe | Quick Step | 26h25'58" |
| 2    | Wout Poels         | Sky        | a 17"     |
| 3    | Primož Roglič      | Lotto NL   | a 33"     |
| 4    | Patrick Bevin      | BMC        | a 42"     |
| 5    | Bob Jungels        | Quick-Step | a 51"     |
| 6    | Jasha Sütterlin    | Movistar   | a 58"     |
| 7    | Neilson Powless    | Lotto NL   | a 1'10"   |
| 8    | Dmitry Strakhov    | Katusha    | a 1'21"   |
| 9    | Chris Hamilton     | Sunweb     | a 1'28""  |
| 10   | Pascal Eenkhoorn   | Lotto NL   | a 1'34"   |

### Classifica a punti - Maglia blu
| Pos. | Corridore          | Squadra     | Punti |
| ---- | ------------------ | ----------- | ----- |
| 1    | Patrick Bevin      | BMC         | 67    |
| 2    | Ethan Hayter       | G. Bretagna | 46    |
| 3    | Julian Alaphilippe | Quick Step  | 44    |
| 4    | André Greipel      | Lotto       | 43    |
| 5    | Emīls Liepiņš      | ONE         | 34    |

### Classifica scalatori - Maglia nera
| Pos. | Corridore        | Squadra   | Punti |
| ---- | ---------------- | --------- | ----- |
| 1    | Nickolas Dlamini | Dimension | 49    |
| 2    | Matthew Holmes   | Madison   | 43    |
| 3    | Connor Swift     | Madison   | 39    |
| 4    | Tony Martin      | Katusha   | 31    |
| 5    | James Shaw       | Lotto     | 30    |

### Classifica sprint intermedi - Maglia rossa
| Pos. | Corridore       | Squadra     | Punti |
| ---- | --------------- | ----------- | ----- |
| 1    | Alex Paton      | Canyon      | 16    |
| 2    | Matthew Holmes  | Madison     | 12    |
| 3    | Matthew Bostock | G. Bretagna | 7     |
| 4    | Thomas Moses    | JLT         | 7     |
| 5    | Dmitry Strakhov | Katusha     | 6     |

### Classifica a squadre
| Pos. | Squadra              | Tempo     |
| ---- | -------------------- | --------- |
| 1    | Team Lotto NL-Jumbo  | 78h42'01" |
| 2    | Movistar Team        | a 5"      |
| 3    | Quick-Step Floors    | a 4'10"   |
| 4    | Team Katusha Alpecin | a 5'20"   |
| 5    | BMC Racing Team      | a 5'36"   |